# Extinción terminal

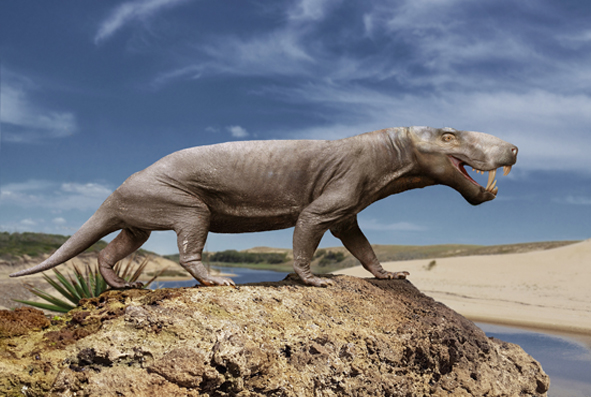
Los gorgonópsidos, como Inostrancevia, sucumbieron en la mayor extinción terminal que se supone experimentó la vida en la Tierra, la del final del Pérmico.

Una extinción terminal es aquella en la que todos los miembros de una o más especies mueren sin dejar ninguna descendencia, distinguiéndose de la extinción filética donde la especie como tal desaparece después de haber dejado una o varias especies descendientes, pero diferenciadas.

## Tipos de extinciones terminales
Las extinciones terminales se dividen en dos clases:
- Extinción de fondo: es aquella en la que un número de especies inferior al 10% de las existentes desaparecen en un año. También se aplica este término cuando el número de especies desaparecidas no llega a la mitad de las existentes durante un periodo comprendido entre uno y tres millones y medio de años.[1] Es la más normal y necesaria para dejar sitio a otras nuevas. De no producirse la Tierra estaría superpoblada por tantas especies vivas.[2]
- Extinción masiva: es aquella en la que desaparecen sin descendencia el 10% o más de las especies a lo largo de un año o más del 50% de las especies en un periodo comprendido entre uno y tres millones de años y medio. Las extinciones masivas son alteraciones muy considerables en la evolución de la vida, se producen muy rara vez y les sirven a los paleontólogos para marcar el principio y el fin de distintas eras geológicas.[1]

La primera, la extinción de fondo, constituye un proceso constante dentro de la evolución natural que no parece detenerse nunca y puede ser debido a diferentes causas. Puede provocar una extinción en cadena si otras especies están muy especializadas en vivir de ella o con ella; pero generalmente la Naturaleza encuentra con facilidad otra que ocupe su nicho ecológico.
La extinción masiva, por su parte, resulta muy diferente y más interesante. Alan Charing (1985, p. 170) comentaba que la pregunta ¿por qué se extinguieron los dinosaurios? era la más formulada por el público en general. Una extinción masiva supone un cambio considerable de toda la biosfera y, en numerosas ocasiones, permite a una clase zoológica ocupar el sitio de otra. Así ocurrió tras la extinción de Ordovícico, cuando los grandes artrópodos marinos fueron sustituidos por los peces en la cúspide de la pirámide alimenticia. En la del Triásico los reptiles parecidos a mamíferos dejaron lo alto del escalafón a los dinosaurios y estos fueron reemplazados a su vez por los mamíferos tras la del Cretácico.

## Causas de las extinciones terminales
La paleontología solía dar varias causas para las extinciones terminales según los datos disponibles. Así se pueden agrupar en dos tipos:

### Causas clásica
Este tipo de causas solían explicar más las extinciones de fondo, pero también las masivas. Una enumeración es la siguiente:
1. Epidemias.
2. Competencia entre especies.
3. Fenómenos de anoxia en el medio marino.
4. Cambios en el nivel del mar debido al movimiento de las placas tectónicas.
5. Cambios climáticos importantes como el calentamiento global o una glaciación por variaciones en la órbita terrestre o su campo mágnético.

### Causas modernas
A finales entre finales de la década de 1970 y mediados de la de 1990 diversos grupos de investigadores encontraron restos minerales en determinados estratos del Planeta, como tectitas, iridio y cenizas volcánicas, sobre los que basaron dos teorías o causas nuevas, más una que busca también en esos indicios:
1. Vulcanismo: por erupción de numerosos volcanes o de uno de grandes dimensiones y duración. Estos fenómenos cambiarían la composición atmosférica, la cantidad de radiación solar recibida y/o la temperatura del Planeta.
2. Impacto de meteoritos: un meteorito de 9 o 10 en la Escala de Turín lleva en sí energía suficiente como para provocar una onda de choque y calorífica capaz de esterilizar varios cientos de kilómetros a su alrededor, matar a todos o la mayoría los organismos pluricelulares en varios miles de kilómetros desde la zona de impacto y provocar terremotos o megatsunamis de potencia devastadora para la vida.
3. Explosión de supernovas. Un fenómeno como este situado a 50 años luz de distancia o incluso más puede acabar con toda o la mayor parte de la capa de ozono, matando o contribuyendo a matar a parte de los seres vivos. Posteriormente la radiación gamma puede producir un segundo efecto en los sedimentos marinos al liberar una gran cantidad de gases derivados del nitrógeno, capaces de bloquear los rayos del Sol, deteniendo la fotosíntesis y provocando un súbito enfriamiento global.[4]